# Ossi
Ossi (Ossi in sardo) è un comune italiano di 5 374 della città metropolitana di Sassari, sito nella regione del Logudoro e nella regione storica denominata Coros.

## Geografia fisica

### Territorio
Il paese è situato in colline di origini calcaree alquanto disagevoli per l'agricoltura, ma questo non ha impedito agli abitanti di piantare oliveti e vigneti anche in terreni con un notevole declivio.
Il territorio è caratterizzato dalla profonda vallata del rio Mascari che divide il paese dal pianoro ove si estende Sassari. In questa vallata sono presenti una ferrovia e la SS131 a cui Ossi è collegata da una breve via secondaria.
Altre vie secondarie collegano il paese con la vicina Tissi, Muros e Ittiri.

## Storia

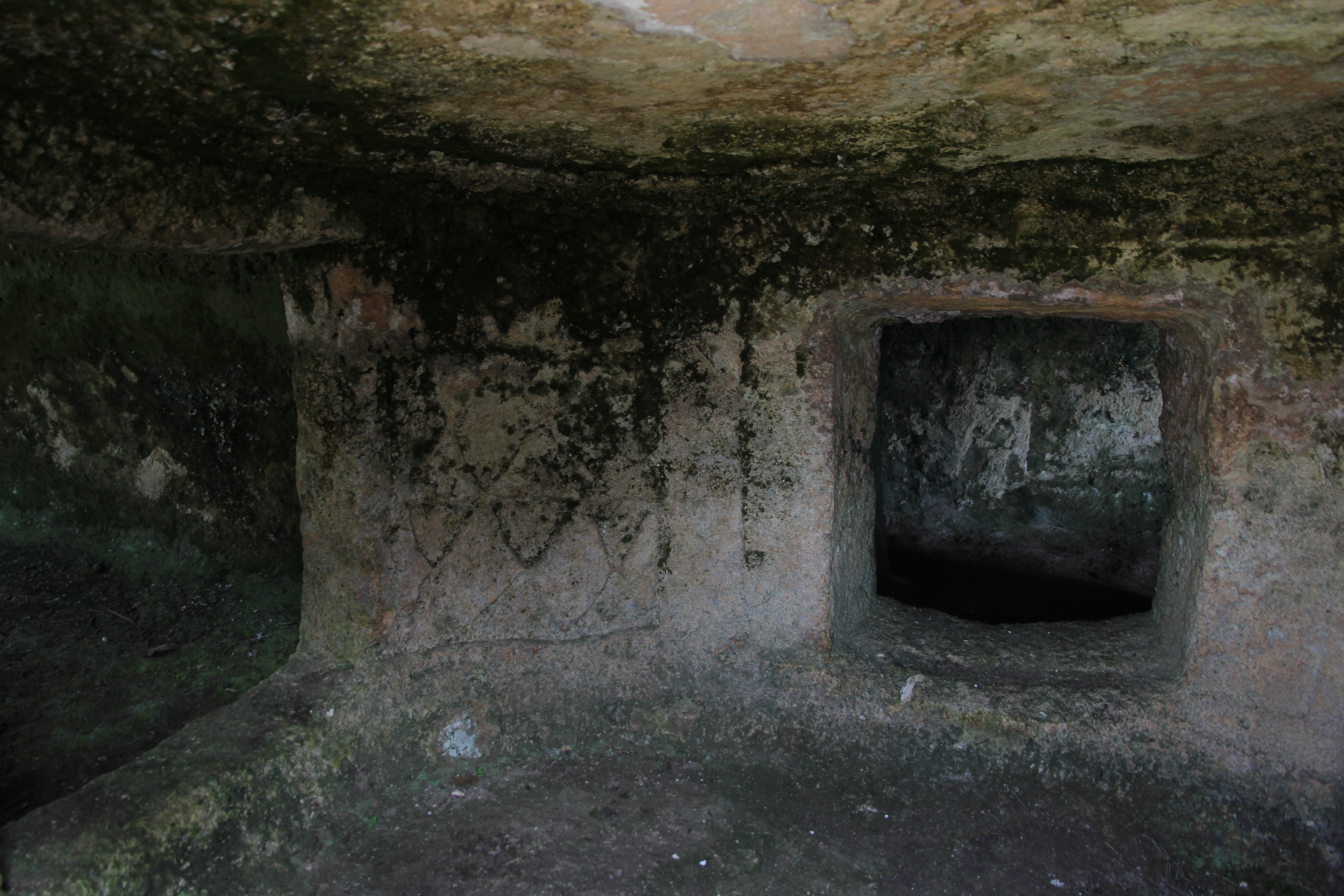
Necropoli di S'Adde 'e Asile

### Preistoria
Le antiche testimonianze si snodano sin dall'età prenuragica in una continuità storica che arriva sino ai giorni nostri.
Di questo periodo rimangono la necropoli di '' Noeddale'' costituita da tombe ipogeiche, la tomba a poliandro di Ena 'e Muros e la necropoli di Adde 'Asile.
Del periodo nuragico si contano ben nove nuraghi visibili e moltissimi altri crollati, e l'importante villaggio di Sa Mandra 'e sa giua, luogo di numerosi ritrovamenti di grande importanza per la storia della civiltà nuragica.

### Dall'Età Giudicale alla Contemporanea
Ossi è citato per la prima volta nel Condaghe di San Pietro di Silki con il nome Ogothi (schede 256 e 392). Il villaggio viene definito 'domo' ovvero una sorta di grande azienda/villaggio direttamente gestita dal giudice/sovrano di Torres tramite suoi sottoposti. L'attuale nucleo è comunque di origine altomedievale: apparteneva all'antica curatoria ("dipartimento") di Coros (villaggio scomparso nella zona di Ittiri) appartenente al Giudicato di Torres. Dalla fine del XIII secolo divenne possesso dei Malaspina fino al 1343 quando il territorio venne acquisito definitivamente dalla Corona di Aragona. Ossi restò coinvolto durante la prima guerra tra la Corona d'Aragona e il Giudicato di Arborea che rivendicava la sovranità piena sull'Isola. Uno scontro fra liguri e aragonesi, per esempio, è documentato presso l'attuale chiesa di Santa Vittoria.
Il paese passò nei secoli tra le mani di numerose famiglie catalane: Fabra, Viramont e, infine, Guiò (o Guillot) fino al 1690, poi ai Manca. Vittorio Angius nei suoi scritti riporta un quadro di Ossi laborioso, con le donne del paese intente nella filatura e anche nel commercio di frutta e ortaggi. L'agricoltura si basava in buona parte sulle vigne e la pastorizia sulla transumanza nella pianura della Nurra in quanto le terre ossesi erano e sono ostili alle pratiche di allevamento.
Ossi entrò a far parte della provincia di Sassari nel 1821.
Fu riscattato ai Manca, ultimi feudatari, nel 1839, con la soppressione del sistema feudale.

### Simboli
Lo stemma e il gonfalone del comune di Ossi sono stati concessi con decreto del presidente della Repubblica del 2 aprile 2001.
Il gonfalone è un drappo di azzurro.

## Monumenti e luoghi d'interesse

### Architetture religiose
Il patrimonio artistico di Ossi si conserva e mantiene in buona parte nelle sue chiese. Singolarmente poche, le uniche due chiese interne al paese sono la parrocchiale e un semplice oratorio semipubblico.
- Chiesa di San Bartolomeo: primo ventennio del XVII secolo, è la chiesa parrocchiale, con impianto a navata unica con cappelle laterali e volta a botte lunettata; conserva preziose statue lignee dei secoli XVI (Santa Lucia), XVII (San Bartolomeo, Sant'Antonio abate - 1687), XVIII (Cristo Risorto - 1742) e XIX (San Francesco d'Assisi, Madonna del Rosario - onorata sino alla metà del '900 da una Confraternita eretta con Bolla del beato Pio IX e oggi dissolta), San Giuseppe, (unica sopravvissuta delle tante opere che il frate artista Antonio Cano realizzò per la chiesa), e diverse altre, e alcuni importanti dipinti dal XVI al XVIII secolo - degni di nota sono la notevole pala con il  Cristo Crocefisso e santi con le Anime purganti e anche il raffinato Martirio di San Gavino di Gerolamo Ruffino. L'origine della chiesa, seicentesca nelle forme nonostante i danneggiamenti, è tuttavia da ricondursi al pieno medioevo, con una fase romanica e una gotico-catalana. Sono conservati anche numerosi oggetti di arte sacra in argento, tutti di alto pregio, come il reliquiario settecentesco del santo patrono, la croce astile parrocchiale, l'ostensorio maggiore e la lampada del Santissimo Sacramento, calici, carteglorie, ampolle, corone, etc.
- Chiesa di Santa Vittoria: la fondazione primigenia risale al tardo XII secolo; ha subito modifiche nel XIV secolo (gotiche) e altre nel XVII secolo. Attualmente in ottimo stato di conservazione, risente - come la parrocchiale - delle modifiche e dei restauri degli anni '70 del Novecento e come questa risulta priva dell'altare maggiore, del pulpito, degli altari laterali e di una buona parte della cantoria. Era sede di due gruppi di fedeli senza particolare organizzazione statutaria (come chiaramente indicano le fonti superstiti), con patroni santa Lucia e san Giovanni Battista, i cui simulacri sono conservati nella chiesa maggiore.

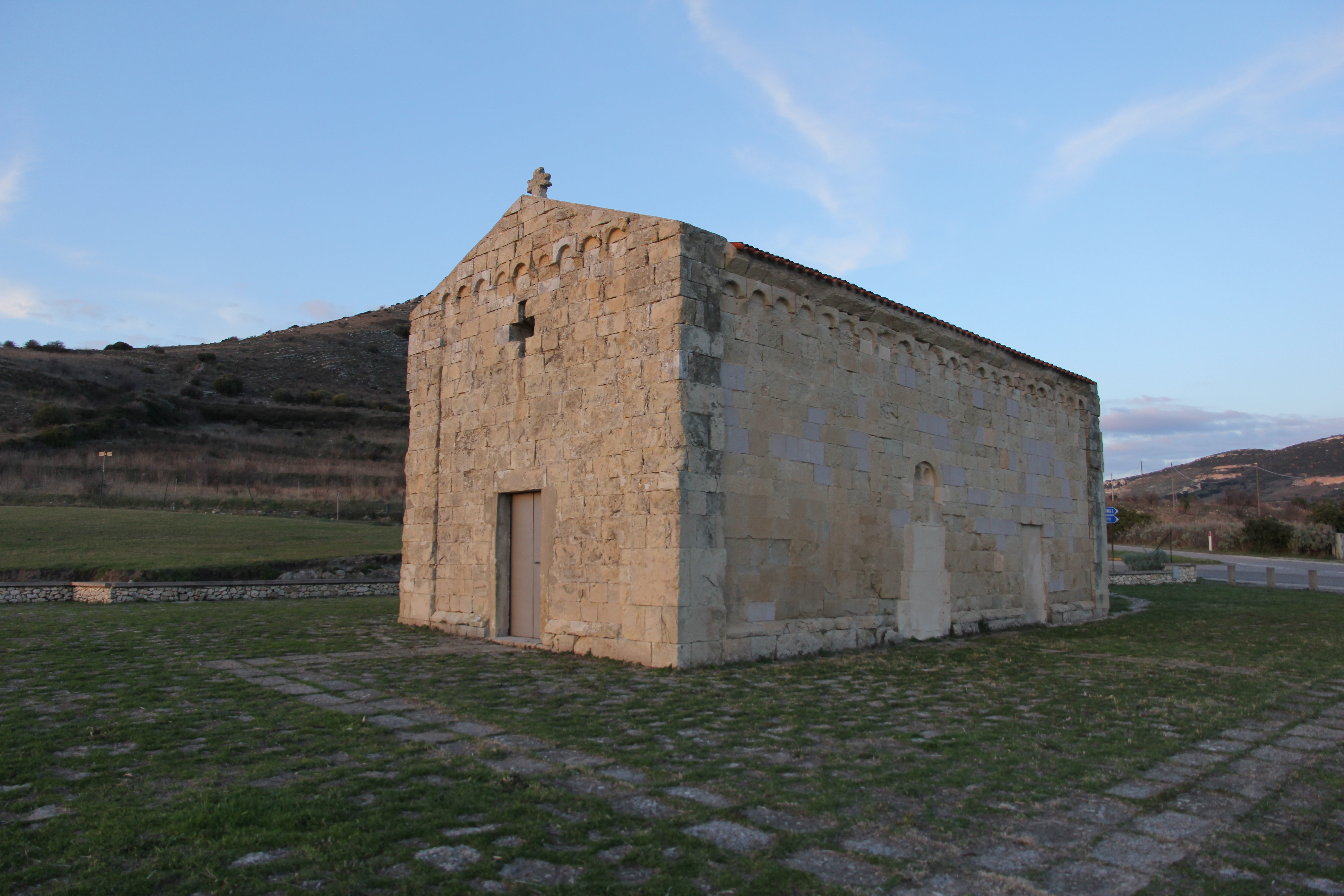
L'antica chiesa di Sant'Antonio

- Chiesa di Sant'Antonio di Briai (romanica): era una delle chiese di un villaggio estinto entro il XV secolo di nome Briave. L'edificio è posto in un luogo di grande suggestione, e non lontane si notano la necropoli prenuragica di Mesu 'e montes e diversi siti punico-romani.
- Chiesa di Nostra Signora di Silvaru o Sivaru, recentemente restaurata per la maggior parte. Vi si venerava sino al XIX secolo un'antica icona della Vergine Maria, trasportata ad Ossi nel primo '800 e da tempo dispersa.
- Chiesa di San Giovanni di Noale: dedicata a san Giovanni apostolo è stata la parrocchiale dell'estinto villaggio omonimo di Noale. Ormai in parziale rovina, presenta eleganti ornamentazioni in stile gotico italiano, che la rendono uno degli esempi minori più importanti di questo stile nel sassarese.
- Chiesa di Santa Margherita: risale al primo XIII secolo ed era parrocchiale dell'estinto villaggio di Magar; è ormai ridotta allo stato di parziale rudere. È un importante modello di transizione dal romanico al gotico con influssi francesi nella delicata e variata ornamentazione (oggi assai compromessa e di difficile lettura).
- Oratorio di Santa Croce: unica delle due chiese storicamente documentate all'interno del centro abitato, è stata ampliata allo scorcio dell'800 ingrandendo un primitivo impianto di stile tardo-gotico catalano. Attualmente non è aperta la cripta sottostante (parzialmente visitabile, invece, nella parrocchiale) e vi sono stati nei restauri seri danneggiamenti (perdita della balaustra, del pulpito ligneo, degli altari laterali e della cantoria lignea). Ospita diversi simulacri appartenenti alla chiesa parrocchiale (degna di nota è la settecentesca Madonna della Concezione - Immacolata) e la pregevole Addolorata di bottega leccese. Appartengono all'oratorio, invece, il Crocefisso dell'altare maggiore (primo '900, in sostituzione di un precedente del 1667, disperso) e un pregiato simulacro settecentesco raffigurante Sant'Isidoro agricola. Vi officia dalla metà del XVI secolo l'omonima Arciconfraternita, composta da un ramo maschile ed uno femminile, guidati entrambi da un priore, particolarmente attiva nei suggestivi riti della Settimana Santa, ma un tempo anche come partecipante ai cortei funebri e a diverse processioni annuali, come le Rogazioni (nell'oratorio si celebrava infatti in modo particolarmente solenne l'Ascensione di Gesù).

### Siti archeologici
- Necropoli di Mesu 'e Montes. Il complesso è scavato su un costone calcareo alle pendici del monte Mamas. La necropoli comprende 18 domus de janas, tutte pluricellulari (in due di esse si contano sino a 12 vani). Entrata, con altri siti analoghi dell'Isola, nel 2025, tra i beni Patrimonio dell'umanità Unesco.

## Società

### Evoluzione demografica
Abitanti censiti

### Etnie e minoranze straniere
Al 31 dicembre 2022 la popolazione straniera è di 43 persone, pari allo 0,86% della popolazione.

### Lingue e dialetti
Il dialetto di Ossi è una variante locale del diffuso logudorese, una parlata che si estende a buona parte del sassarese con varianti per i vari paesi.

## Cultura

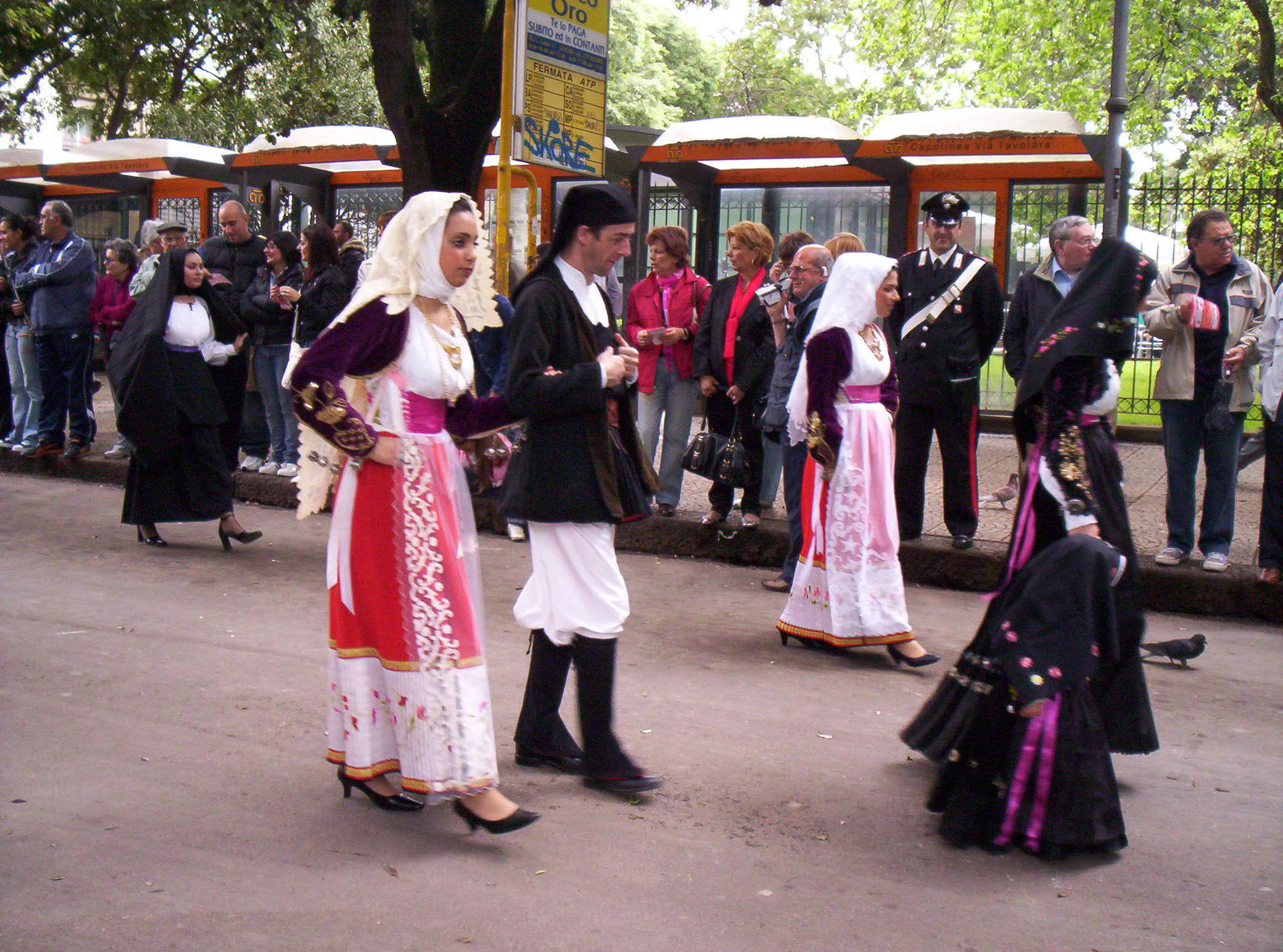
Costume tipico di Ossi

### Feste e tradizioni popolari
- Santa Vittoria: 15 maggio (2 giorni).
- Santa Cecilia, istituita alla metà del Novecento da Paolo Derudas:[7] 22 novembre (1 giorno), elevata al rango di sagra negli anni '60 del secolo scorso anticipata al mese di luglio.
- San Cristoforo: 25 luglio (1 giorno).
- Madonna degli Angeli: 2 agosto (1 giorno).
- San Bartolomeo: 24 agosto (3 giorni).
- Sant'Isidoro: prima domenica di settembre (2 giorni) e attualmente anticipato al mese di luglio.
- Santa Croce: 14 settembre.
- Madonna Addolorata, 15 settembre.
- Sant'Antonio abate, 16 e 17 gennaio.
- San Giovanni Battista, 23 e 24 giugno.
- Assunzione di Maria, 15 agosto.

## Infrastrutture e trasporti

### Ferrovie
A 4 km dall'abitato è presente la stazione di Scala di Giocca, non più operativa per il trasporto passeggeri. Gli scali ferroviari RFI più vicini al comune tra quelli attivi per questo tipo di servizio sono le stazioni di Sassari e di Ploaghe, distanti rispettivamente circa 11 e 15 km dal paese. Sulla rete ARST lo scalo ferroviario più vicino è invece la fermata sassarese di Molafà, ad una decina di km di distanza.

## Amministrazione
| Periodo         | Periodo         | Primo cittadino | Partito                          | Carica  | Note   |
| --------------- | --------------- | --------------- | -------------------------------- | ------- | ------ |
| 23 aprile 1995  | 16 aprile 2000  | Giovanni Serra  | liste civiche di centro-sinistra | Sindaco | [ 8 ]  |
| 16 aprile 2000  | 8 maggio 2005   | Giovanni Serra  | lista civica                     | Sindaco | [ 9 ]  |
| 8 maggio 2005   | 30 maggio 2010  | Pasquale Lubinu | lista civica "Insieme"           | Sindaco | [ 10 ] |
| 30 maggio 2010  | 31 maggio 2015  | Pasquale Lubinu | lista civica "Insieme per Ossi"  | Sindaco | [ 11 ] |
| 31 maggio 2015  | 26 ottobre 2020 | Giovanni Serra  | lista civica "Uniti Possiamo"    | Sindaco | [ 12 ] |
| 26 ottobre 2020 | in carica       | Pasquale Lubinu | lista civica "Insieme per Ossi"  | Sindaco | [ 13 ] |

## Sport

### Calcio
La Polisportiva Ossese è l'unica società calcistica del paese e milita nel campionato regionale di Eccellenza. Nelle stagioni 2021/2022, 2023/2024 e 2024/2025 ha vinto la Coppa Italia Regionale dilettanti. Trattatasi di record nella competizione tra le società sarde: nessuna, oltre ai bianconeri, ha mai raggiunto tre titoli dall’istituzione del torneo. 

### Calcio a 5
La squadra di calcio a 5 del paese, l'associazione sportiva dilettantistica Futsal Ossi, ha militato nel campionato nazionale di serie A2.